# فندق رايق (مسلسل)
فندق رايق (بالإنجليزية: The Sparsely-Populated Hotel) هو مسلسل درامي مصري من إنتاج عام 2012، من تأليف أنور محمد أنور، وإخراج حاتم صلاح الدين، الذي شارك أيضًا في بطولة العمل إلى جانب نخبة من النجوم. تدور أحداث المسلسل داخل فندق شعبي يقع في حي شعبي، حيث تتقاطع حكايات النزلاء والعاملين في الفندق، ليقدم المسلسل مزيجًا من الكوميديا الاجتماعية والدراما الواقعية.

## طاقم العمل
- مجدي فكري
- أحمد الشامي
- حاتم صلاح الدين
- منير مكرم
- فتحي سعد
- محمود الحفناوي
- عبدالسلام الدهشان
- سمية السالم[3]
- أحمد علي
- مجدي عبد الحليم
- سامر المنياوي
- محمود بندق[4]

- طلعت الشريف
- هاني التابعي
- أحمد الشاويش
- إيهاب وصفي
- بلال مجدي
- محمد عيد
- أمل ويلسون
- إيمي مصطفى
- رشا فؤاد
- شيريهان أبو النجا
- دعاء صلاح
- نشوى عادل
- منال مصطفى
- جينا خالد
- نور حلمي
- نادر شعبان
- مصطفى سمير
- منة محمد
- محمد عبد العليم
- شمس الصريفي
- وآخرون

## الإنتاج
تم إنتاج المسلسل عام 2012، وهو من إخراج حاتم صلاح الدين، الذي ظهر أيضًا ضمن شخصيات العمل. المسلسل يقدم رؤية بصرية بسيطة تدور معظم أحداثها في لوكيشن واحد (الفندق)، لكنه يعكس قضايا المجتمع بمستوياته المختلفة من خلال القصص المتداخلة للنزلاء.

## المواد المرئية
- برومو المسلسل على YouTube
- التتر الرسمي للمسلسل
- مشهد من إحدى الحلقات على Dailymotion

## روابط خارجية
- صفحة العمل على موقع السينما.كوم